# Francisco Borges
Francisco Isidro Borges Lafinur (Montevideo, 16 de noviembre de 1835 - La Verde, 26 de noviembre de 1874) fue un militar argentino de origen uruguayo, hijo de exiliados argentinos, que participó en los enfrentamientos contra los indígenas y en la guerra del Paraguay.

## Carrera militar
Se enroló en la defensa durante el sitio de Montevideo desde muy joven, como oficial de artillería. Se unió al Ejército Grande y combatió en la batalla de Caseros. Se radicó en Buenos Aires y participó en la defensa de la ciudad contra el sitio que le impuso Hilario Lagos en 1853.
En 1857 fue uno de los jefes de artillería en una campaña contra los indígenas, dirigida por Bartolomé Mitre, que terminó en un desastre militar. Permaneció en la frontera contra los indios del sur, al mando de las fuerzas de caballería.
Luchó en las batallas de Cepeda y Pavón y en la conquista de las provincias del interior, especialmente en Córdoba. Permaneció casi un año de guarnición en esa provincia, regresando más tarde a la lucha con los indígenas.
A órdenes del general Wenceslao Paunero participó en la Guerra del Paraguay, destacándose en las batallas de Yatay, Estero Bellaco, Tuyutí, Boquerón y Tuyú Cué.
En 1868 participó en la campaña del ejército nacional contra las fuerzas del general Nicanor Cáceres, leales al gobernador legal de la provincia de Corrientes, y fue ascendido al grado de coronel.
En 1870 participó en la guerra contra el último caudillo federal, Ricardo López Jordán, gobernador de la provincia de Entre Ríos. No llegó a combatir, excepto por algunos combates menores en defensa de la ciudad de Paraná, ocupada por las fuerzas nacionales.
Fue jefe de parte de la frontera sur, y mantuvo tranquilos a los indígenas en mayor medida a través de la confianza que por medio de las armas. Luchó en la batalla de San Carlos contra el cacique general Calfucurá, y a su rapidez de maniobras se debió en gran parte la derrota de los “pampas”. Pidió una licencia en la frontera para ir a reprimir la segunda revolución de López Jordán, pero tampoco llegó a pelear.

## La revolución del 74
Cuando, en 1874, los liberales fueron derrotados por el candidato presidencial del Partido Autonomista Nacional Nicolás Avellaneda, se unió a la revolución mitrista en su contra. Puso como condición que ésta sólo estallara después de la asunción del presidente Avellaneda —al que consideraban ilegítimo— y no durante el mandato de Sarmiento. En principio así iba a ocurrir, pero las órdenes del gobierno para que los jefes que suponían rebeldes entregaran sus tropas a los leales obligaron a adelantar la revolución. Cuando el gobierno le ordenó entregar su regimiento al coronel Julio Campos, lo hizo sin oponer resistencia, obstinado en no alzarse contra Sarmiento.
Sólo se unió a los revolucionarios al día siguiente del descenso de Sarmiento del cargo de presidente, lo cual le valió el desprecio de sus compañeros, mientras que el gobierno lo consideraba un rebelde. Fue puesto al mando de una fuerza de caballería sin experiencia ni instrucción.
Durante la batalla de La Verde, al ver que el ejército de Mitre era destrozado en combate, y cuando la batalla ya estaba perdida, se separó de sus hombres y atacó de frente contra la línea de tiradores del teniente coronel José Inocencio Arias. Resultó herido de muerte y, tras unas horas de agonía, murió en el campamento de las fuerzas de Mitre.
La leyenda aseguró desde entonces que se había hecho matar debido a la incomprensión de los dos bandos sobre su gesto de negarse a rebelarse antes de tiempo.
Su nieto, el escritor argentino Jorge Luis Borges, le dedicó un poema, Al coronel Francisco Borges.